# Patato
Patato is de bijnaam van Carlos Valdez (Havana, 4 november 1926 - 4 december 2007), een beroemde congaspeler uit Cuba.
Als jongeman was hij bekend door optredens op de Cubaanse televisie, waarin hij theatraal gevoel - soms dansend bovenop zijn conga's - altijd combineerde met solide muzikaliteit. In 1955 emigreerde hij van Cuba naar New York, gesponsord door Candido en Mongo Santamaria. Hij vond snel werk met Kenny Dorham, Tito Puente, Herbie Mann, Dizzy Gillespie, Willie Bobo en de meeste bekende Latin- en jazzfiguren uit die dagen. Hij werd snel een van de meest gevraagde congaspelers in de Amerikaanse Latin en jazz wereld. Hij speelde, toerde en nam op met zanger Miguelito Valdes, Pérez Prado, Benny Moré, 'Cachao' Lopez, met Tito Puente, Machito, Herbie Mann, Kenny Dorham, Cal Tjader, Art Blakey, Elvin Jones en anderen, en ook met Dizzy Gillespie and Quincy Jones, beiden begeleidend op lange tournees door Europa, en met Mario Bauza. Patato acteerde in en componeerde de titelsong van de Bill Cosby Show. In 1991 leverde hij met anderen een bijdrage aan de soundtrack van de film "The Mambo Kings Play Songs of Love". Patato was leider van zijn eigen band 'Afrojazzia', die in de lente van 1994 voor het eerst door Europe toerde.
Valdez uitte verder zijn gevoel voor melodie via de bas en de tres, de Cubaanse folk gitaar. Valdez' begrip van melodische percussie was zijn tijd vooruit. Eind jaren veertig hielp hij de eerste stembare conga's te ontwikkelen; eerdere modellen hadden vastgespijkerde vellen en werden gestemd door ze te verhitten. Zijn interesse in ontwerpen, en zijn vriendschap met LP-oprichter Martin Cohen, leidden tot de ontwikkeling van de LP Patato Model conga's, een van de beste verkopende congamodellen ooit. Patato's uitvinding gaf een grote stimulans aan het gebruik van het instrument.
Gedurende meer dan 60 jaar liet Carlos "Patato" Valdez zien hoe een muzikant technische vaardigheid kon combineren met een groot gevoel voor show. Zijn congaspel toonde een samensmelten van melodie en ritme, en zijn goede ritmegevoel was geworteld in dans. Patato bleef bovenop zijn conga's dansen tijdens zijn optredens, tot groot plezier van het publiek. Valdez maakte het publiek tot op een leeftijd van ver in de zeventig gek met zijn rumba-bewegingen. Hij was ook de man die Brigitte Bardot een mambo-les gaf in de film “And God Created Woman”.
Valdez' spontaniteit en charme maakten dat hij publiek van zeer verschillende achtergronden en culturen meetrok in zijn aanstekelijke Afro-Cubaanse ritmes. Tito Puente noemde hem "de grootste levende congaspeler".